# Rio Chioara (Lotru)
O Rio Chioara é um rio da Romênia, afluente do Rio Lotru, localizado no distrito de Vâlcea.